# ديوغو غونسالفيس
ديوغو غونسالفيس هو لاعب كرة قدم برتغالي في مركز الهجوم، ولد في 6 فبراير 1997 في المدور (البرتغال) في البرتغال. شارك مع منتخب البرتغال تحت 17 سنة لكرة القدم ومنتخب البرتغال تحت 19 سنة لكرة القدم. أما مع النوادي، فقد لعب مع نادي بنفيكا.

## وصلات خارجية
- ديوغو غونسالفيس على موقع الاتحاد الدولي (مؤرشف)  (الإنجليزية)
- ديوغو غونسالفيس على موقع الاتحاد الأوربي (الإنجليزية)
- ديوغو غونسالفيس على موقع الدوري الأمريكي (الإنجليزية)
- ديوغو غونسالفيس على موقع قاعدة بيانات كرة القدم.إي يو (الإنجليزية)
- ديوغو غونسالفيس على موقع Soccerbase.com (لاعب) (الإنجليزية)
- ديوغو غونسالفيس على موقع Soccerway.com (الإنجليزية)
- ديوغو غونسالفيس على موقع عالم كرة القدم.نت (الإنجليزية)